# Leandro Romiglio
Leandro Romiglio, né le 11 février 1991 à Mar del Plata, est un joueur professionnel de squash représentant l'Argentine. Il atteint en mai 2024 la 30e place mondiale sur le circuit international, son meilleur classement. Il est médaille d'or individuel en squash aux Jeux panaméricains en 2016 et médaille d'argent par équipes en 2018.